# EMpumalanga
eMpumalanga, ehemals Kwaggafontein, ist eine Stadt in der südafrikanischen Provinz Mpumalanga. Sie ist Sitz der Gemeinde Thembisile Hani im Distrikt Nkangala.

## Geographie
2011 hatte eMpumalanga 45.104 Einwohner. 2011 gaben 70 Prozent der Bewohner als Muttersprache isiNdebele an.

## Geschichte
Der Ort Kwaggafontein (Afrikaans, deutsch etwa „Quaggaquelle“) lag im Homeland KwaNdebele, das 1994 aufgelöst wurde.

## Wirtschaft und Verkehr
Durch eMpumalanga verläuft von Nordosten nach Südwesten die Regionalstraße R573, die Siyabuswa mit Tshwane verbindet.